# Cor Cordium
Cor Cordium is een studioalbum van Glass Hammer. Het deelt de titel met een gedicht van Algernon Charles Swindon. De muziek vertoont sterke gelijkenis met de muziek die de band Yes maakte in de jaren 70 van de 20e eeuw. Het album is opgenomen in Chattanooga, Tennessee, thuisbasis van de band. De gelijkenis met Yes was ook die band opgevallen. Toen Benoit David van Yes stemproblemen kreeg werd hij vervangen door Jon Davison uit Glass Hammer.

## Musici
- Jon Davison – zang, akoestische gitaar
- Steve Babb – gitaar, synthesizers, zang
- Fred Schendel – toetsinstrumenten, gitaar, zang
- Alan Shikoh – slagwerk, percussie

Met
- Randall Williams – slagwerk
- Jeffrey Sick – viool op Dear daddy
- Ed Davis – altviool op Dear daddy

## Muziek
| Nr. | Titel               | Duur  |
| --- | ------------------- | ----- |
| 1.  | Nothing box         | 10:53 |
| 2.  | One heart           | 6:20  |
| 3.  | Salvation station   | 5:08  |
| 4.  | Dear daddy          | 10:30 |
| 5.  | To someone          | 18:15 |
| 6.  | She, a lonely tower | 10:57 |